# آلفاراسی
آلفاراسی (به اسپانیایی: Alfarrasí) یک شهرستان در اسپانیا است که در Vall d'Albaida واقع شده‌است.

## خصوصیات
آلفاراسی ۶٫۴ کیلومترمربع مساحت و ۱٬۳۱۳ نفر جمعیت دارد و ۲۰۰ متر بالاتر از سطح دریا واقع شده‌است.